# Leptoneta
Leptoneta là một chi nhện trong họ Leptonetidae.